# Condado de Dimmit
O Condado de Dimmit é um dos 254 condados do estado norte-americano do Texas. A sede do condado é Carrizo Springs, e sua maior cidade é Carrizo Springs.
O condado possui uma área de 3 456 km² (dos quais 9 km² estão cobertos por água), uma população de 10 248 habitantes, e uma densidade populacional de 3 hab/km² (segundo o censo nacional de 2000).
O condado foi criado em 1858.